# Zövnə
Zövnə è un comune dell'Azerbaigian situato nel distretto di Lerik.